# Quảng trường đồi Capitolinus

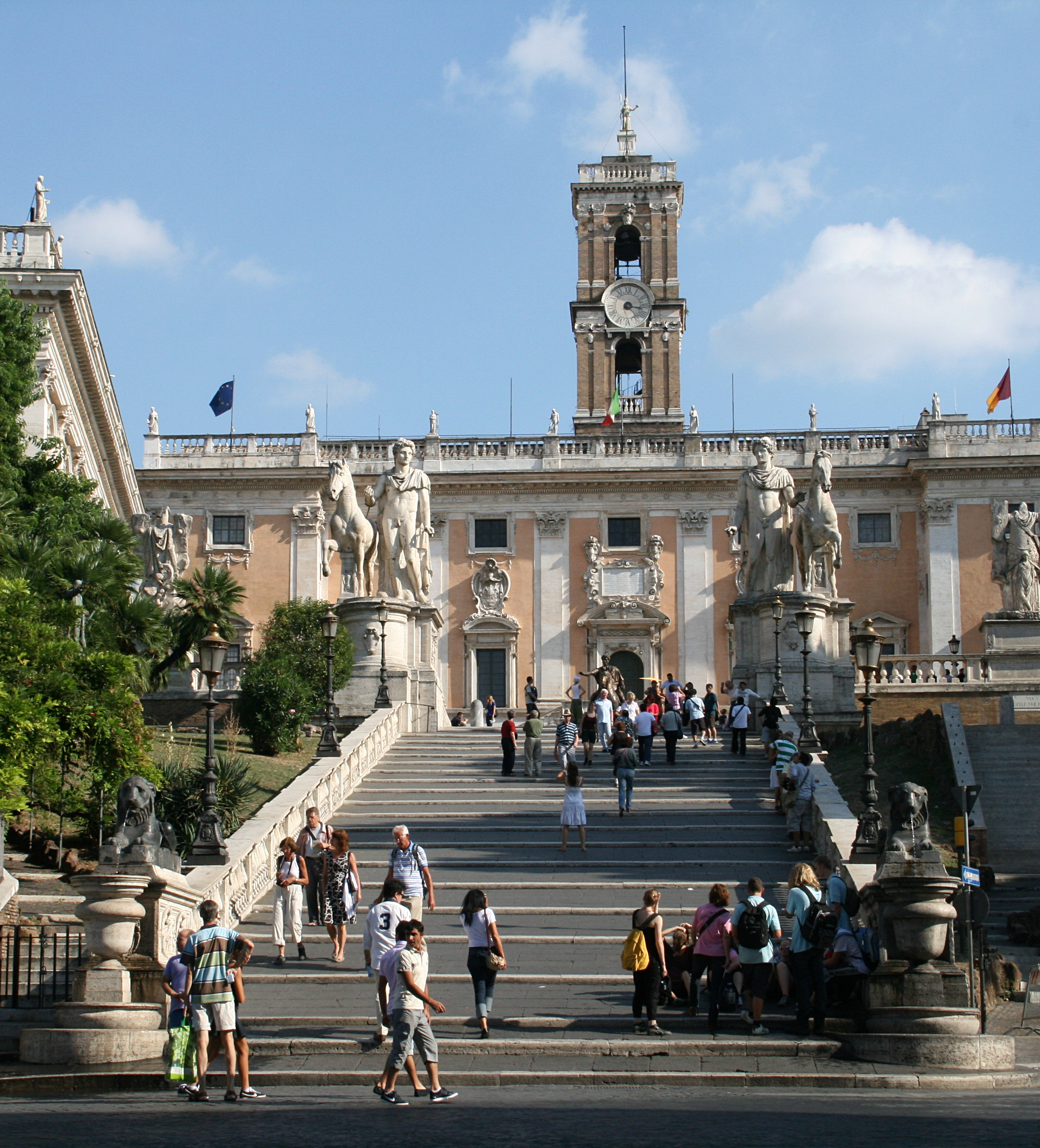
Bậc thang "Cordonata" dẫn lên Quảng trường đồi Capitolinus, với các bức tượng của Dioskouri.

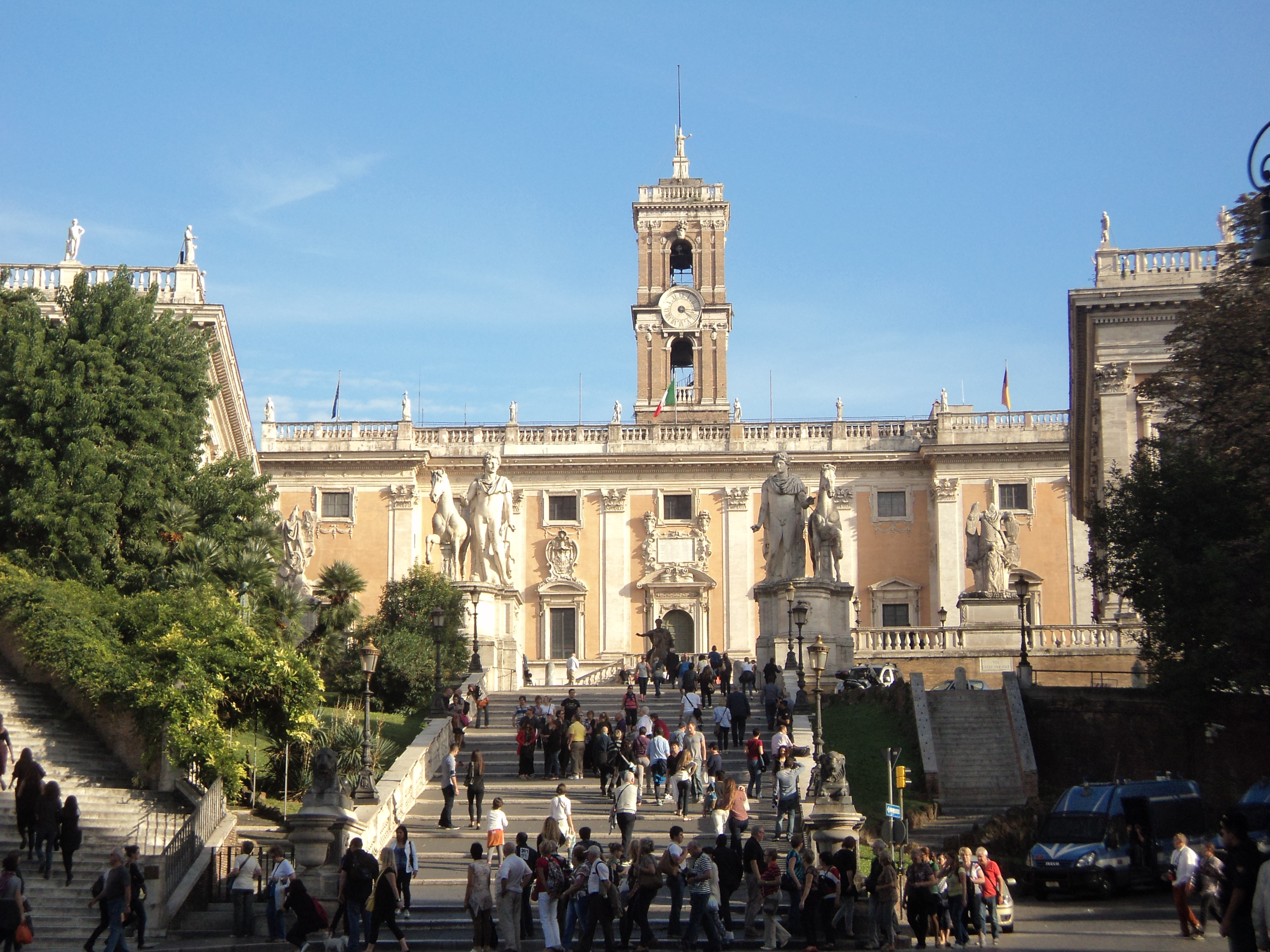
Khu vực đồi Capitolinus

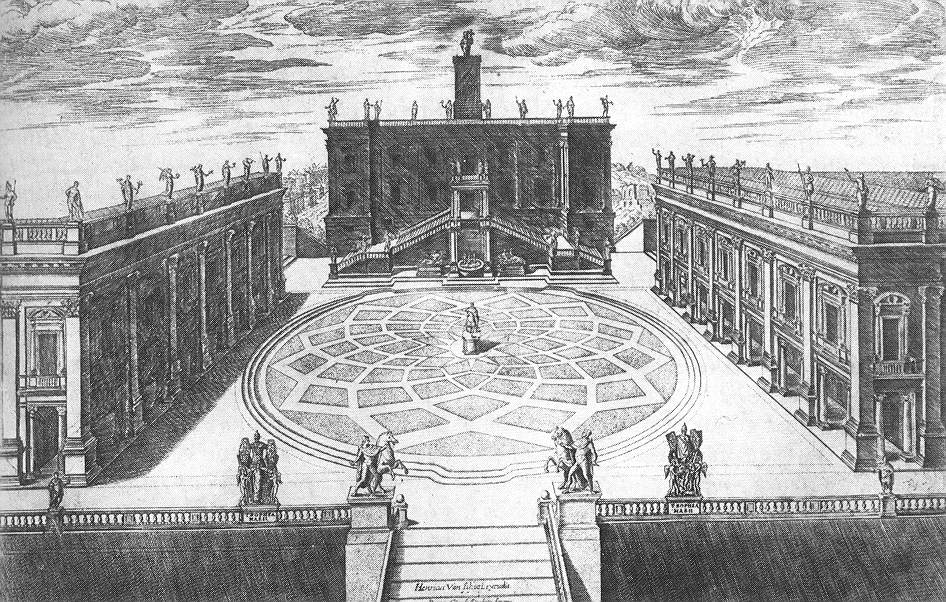
Thiết kế bởi Étienne Dupérac

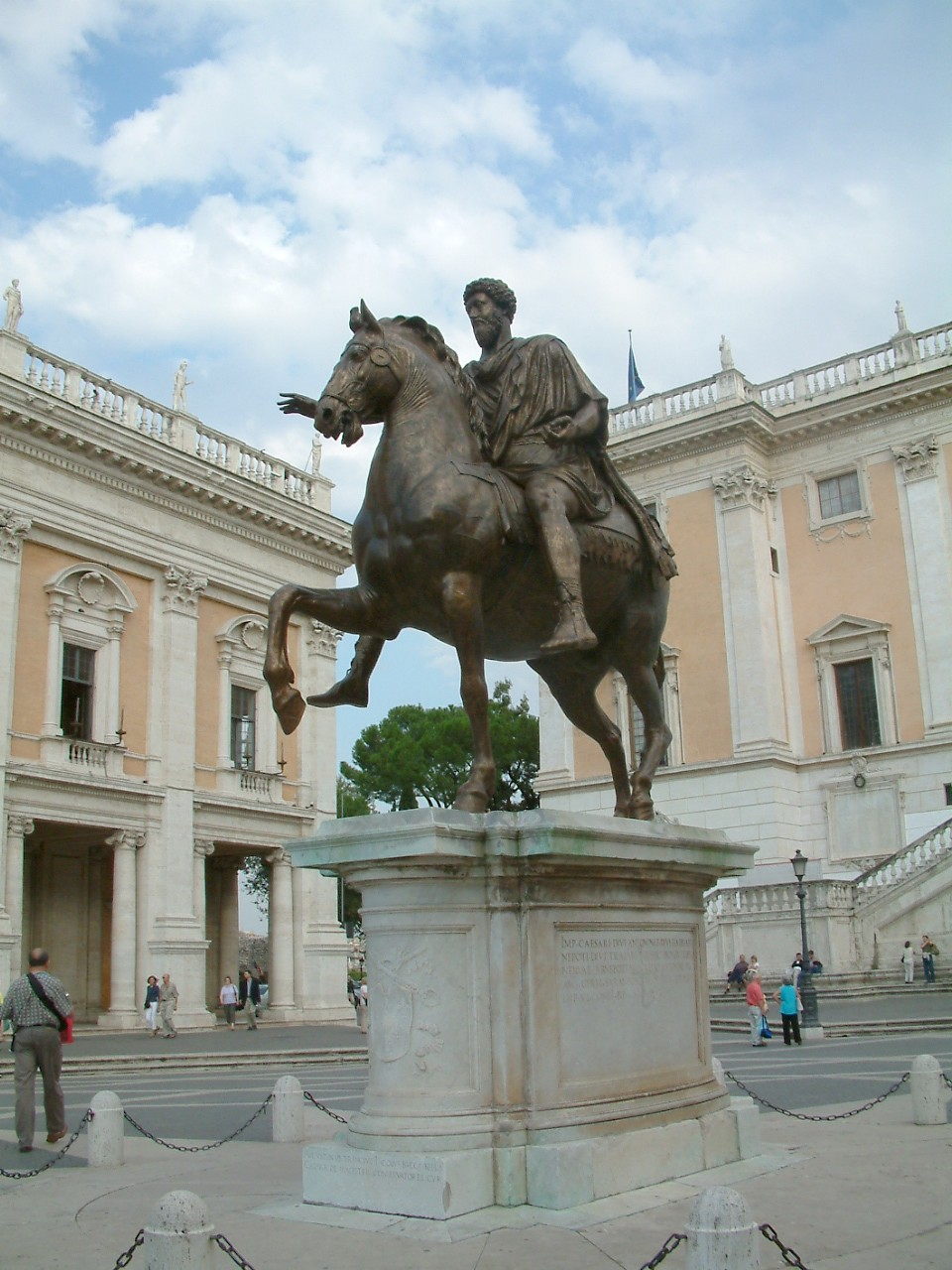
Tượng Marcus Aurelius cưỡi ngựa, ở trung tâm Quảng trường đồi Capitolinus

Quảng trường đồi Capitolinus (tiếng Ý: Piazza del Campidoglio) là một quảng trường biểu tượng tọa lạc trên đỉnh của ngọn đồi Capitolinus ở Roma, thủ đô nước Ý.
Cách bố trí hiện tại của quảng trường này có từ thế kỷ 16 khi Giáo hoàng Phaolô III ủy quyền cho Michelangelo cải tạo hoàn toàn lại nơi đây nhân chuyến viếng thăm Roma của Hoàng đế Karl V của Thánh chế La Mã. Dự án bao gồm việc tái tạo mặt tiền của Điện Senatorio, được xây dựng vài năm trước đó trên tàn tích của công trình Tabularium, xây dựng các Điện Conservatori, Điện Nuovo và bổ sung các tác phẩm điêu khắc và tượng khác nhau, bao gồm cả tượng Marcus Aurelius cưỡi ngựa, được đặt giữa trung tâm của quảng trường, và những tôn tượng nhân cách hóa thần sông Tiber và sông Nin.

## Lịch sử

### Sơ khởi
Kể từ thời Trung Cổ, khu vực đồi Capitolinus là trụ sở của cơ quan hành chính dân sự của thành phố. Trên tàn tích Tabularium có một pháo đài của gia đình Corsi mà dân thành Roma đã tiếp quản vào năm 1114; nó được dự định là trụ sở của Thượng viện thành phố và được mở rộng vào thế kỷ 14.
Khu vực không gian mở ở phía trước (lúc bấy giờ chưa được lát đá) được sử dụng cho các cuộc họp công cộng và được bao quanh bởi các tòa nhà dành cho trụ sở của Banderesi, tức là các đội trưởng đội dân quân thành phố..

### Rossellino
Năm 1453, Giáo hoàng Nicôla V ủy quyền xây dựng Điện Conservatori cho kiến trúc sư Rossellino, tái cấu trúc mạnh mẽ các tòa nhà Banderesi để tạo ra trụ sở cơ quan tư pháp mới. Rossellino đã tạo ra một tòa nhà với mái vòm tròn ở tầng trệt và mặt tiền có các cửa sổ chứa hình thập giá và hành lang đôi. Định hướng của các tòa nhà có từ trước vẫn được giữ nguyên, tuân theo dụng ý phối cảnh rõ ràng, theo nguyên tắc thiết kế giống với nguyên tắc thiết kế mà Rossellino sẽ thực hiện tại Pienza, tạo ra một quảng trường hình thang. Các công trình cải tạo cũng liên quan đến Điện Senatorio, nhưng sau đó bị gián đoạn do giáo hoàng qua đời. Điện Conservatori gần như bị phá hủy hoàn toàn vào năm 1540 bởi Michelangelo, nhưng sơ đồ kế hoạch công trình này ở thế kỷ 15 vẫn được lưu lại trong các bản vẽ của Maarten van Heemskerck thực hiện từ năm 1536 đến năm 1538.

### Michelangelo
Năm 1534-38, Michelangelo đã thiết kế lại hoàn toàn quảng trường, vẽ tất cả các chi tiết của nó và biến nó không còn hướng về Công trường La Mã mà hướng về Vương cung thánh đường Thánh Phêrô, nơi đại diện cho trung tâm chính trị mới của thành phố.
Chuyện kể rằng việc tái tạo lại quảng trường được ủy quyền bởi Giáo hoàng Phaolô III do cảm thấy xấu hổ về tình trạng của ngọn đồi nổi tiếng (từ thời Trung Cổ, nơi này đã ở trong trạng thái hoang phế đến nỗi nó được gọi là "Colle Caprino" hay "Đồi Dê", vì được người ta sử dụng để chăn thả dê) sau khi chuyến thăm khải hoàn được tổ chức ở Roma để vinh danh Karl V vào năm 1536.
Michelangelo giữ nguyên hướng xiên của các tòa nhà có từ trước, để giữ được không gian mở với mặt phẳng hình thang (Điện Senatorio và Điện Conservatori tạo thành một góc 80°), trên đó ông căn chỉnh các mặt tiền mới, để mở rộng phối cảnh hướng tới tiêu điểm thị giác bao gồm Điện Senatorio.
Vì mục đích này, ông đã nghĩ đến việc xây dựng một cung điện mới, được gọi là Điện Nuovo, để đóng khung cảnh về phía Vương cung thánh đường Đức Bà Aracoeli và mục đích lát gạch cho quảng trường do đó phải loại bỏ con đường đất nối tới nhà thờ này; ông đã thiết kế lại Điện Conservatori bằng cách loại bỏ tất cả các cấu trúc trước đó và thiết kế sao cho hài hòa với với Điện Senatorio, sau đó ông dựng thêm một cầu thang đôi được sử dụng để đi vào lối vào mới, không còn quay mặt về phía Công trường La Mã mà có hướng dẫn tới quảng trường. Ông cũng tái tạo mặt tiền cho phù hợp với mặt tiền của tòa nhà Conservatori (và tương tự với mặt tiền của Điện Nuovo hướng nhà thờ Đức Bà Aracoeli), thêm vào chuỗi kiến trúc cột vượt tầng (lần đầu tiên xuất hiện trước tòa nhà công), một mái vòm có lan can (yếu tố mới) và một tòa tháp.
Đối với Điện Conservatori, ông thêm một mặt tiền có mái vòm, và tại đây, ông cũng tạo ra kiến trúc cột vượt tầng (nhân bản nó nhịp nhàng và đều đặn), và một lan can với những bức tượng.
Ông cũng thiết kế bậc thang Cordonata cùng lan tan, nhìn xuống quảng trường Aracoeli bên dưới.
Tượng Marcus Aurelius cưỡi ngựa bằng đồng mạ vàng, trước đây được đặt ở Quảng trường Thánh Gioan (nơi hiện nay đặt bút tháp Ai Cập cổ đại lớn nhất thế giới), bấy giờ chuyển sang tọa lạc tại trung tâm quảng trường bởi Michelangelo, được Giáo hoàng Phaolô III ủy nhiệm để nghiên cứu vị trí chính xác hợp lý để đặt tượng; bức tượng gốc, sau một thời gian dài được trùng tu và cũng đã làm sáng tỏ một số dấu vết của việc mạ vàng, hiện được bảo quản trong Bảo tàng Capitolinus, và một bản sao của bức đã được đặt trên quảng trường cho đến hiện tại.

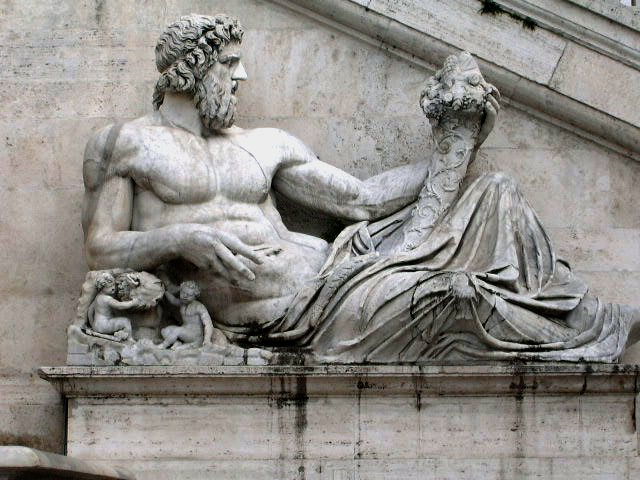
Tượng thần sông "Tiber", ban đầu là sông "Tigris".

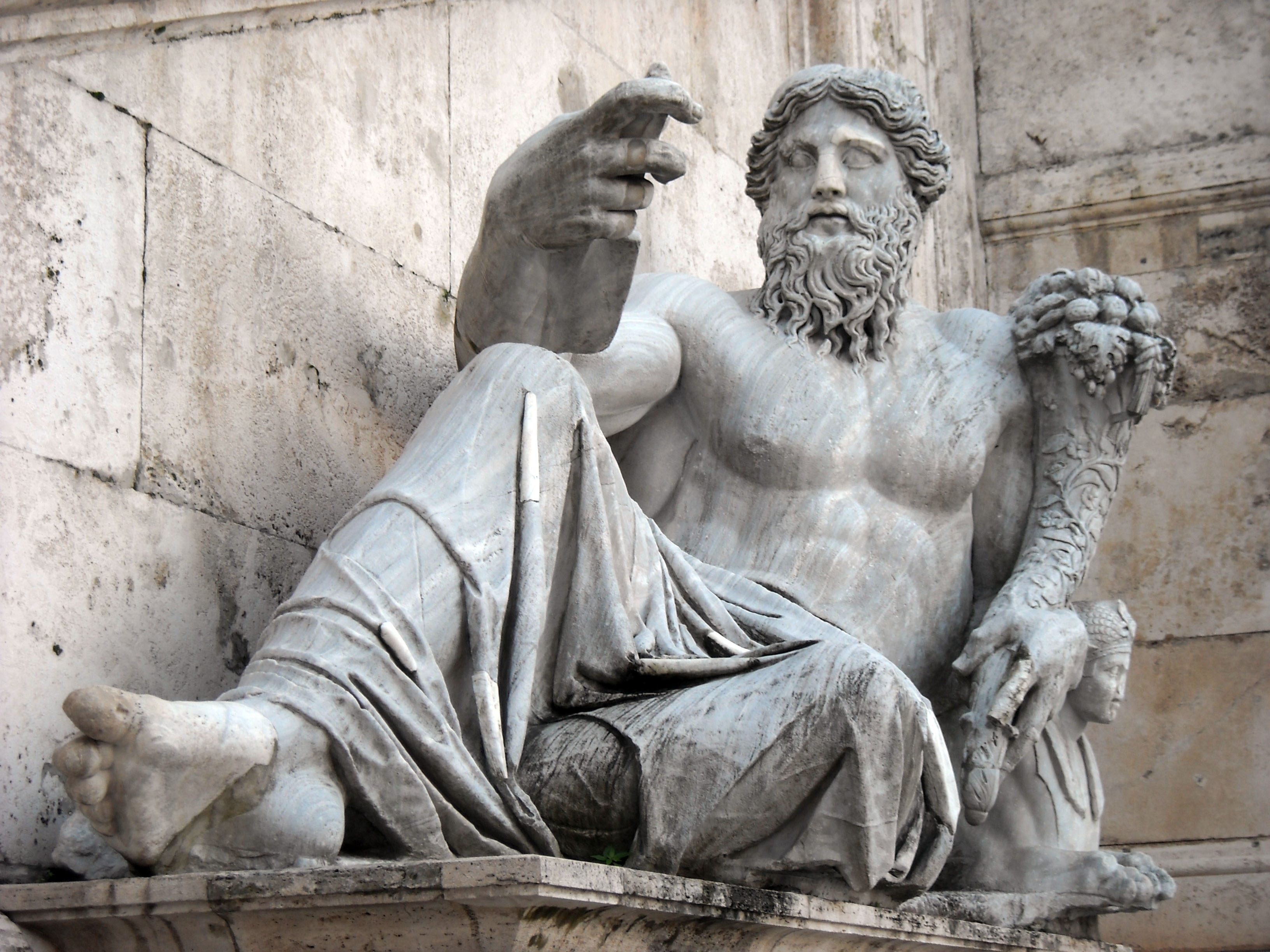
Bức tượng của "sông Nin"

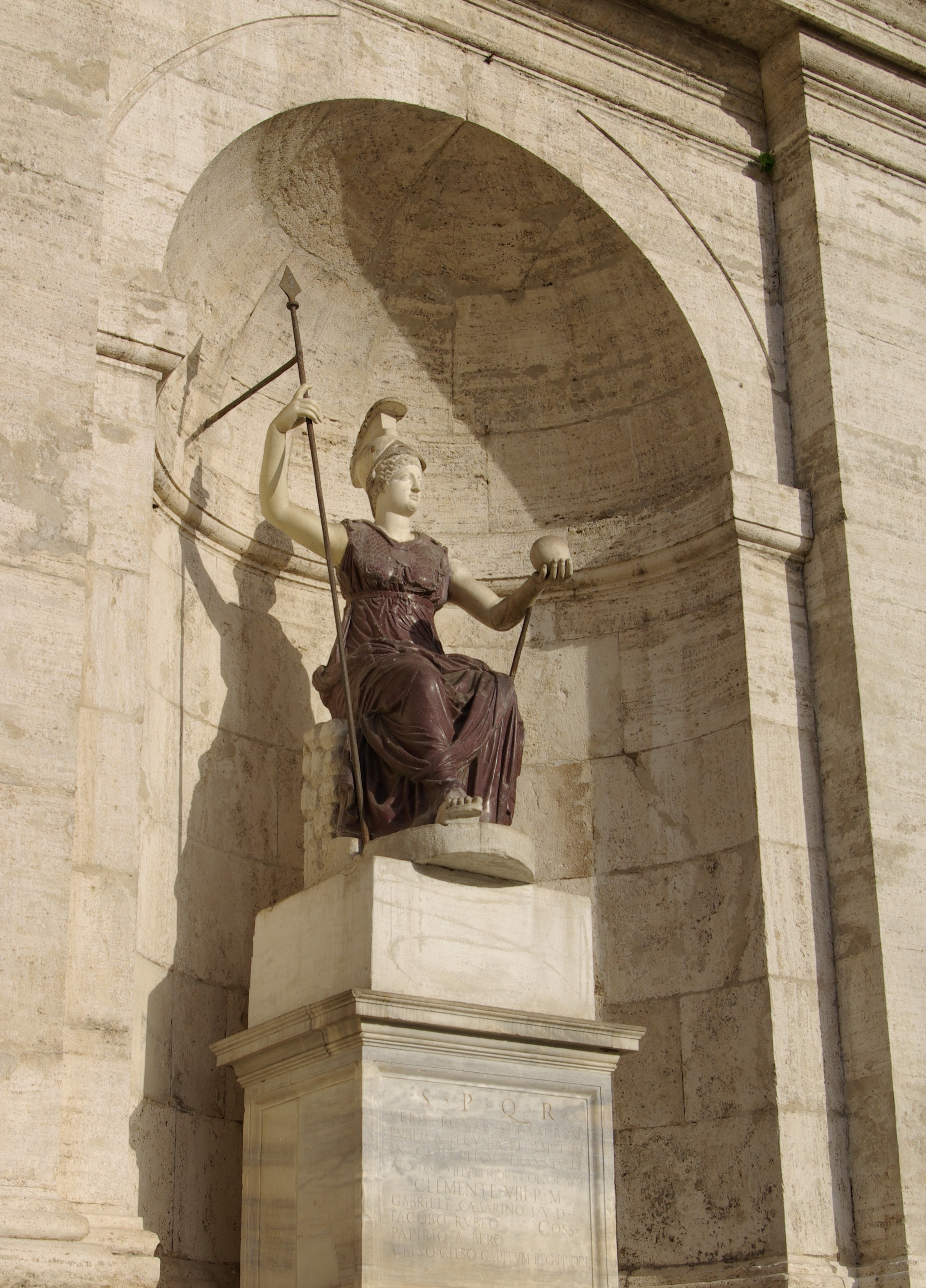
Bức tượng "nữ thần Roma"

Công việc diễn ra chậm chạp đến nỗi Michelangelo (mất năm 1564) chỉ có thể chứng kiến việc hoàn thành cầu thang đôi phục vụ lối đi mới đến Điện Senatorio, với vị trí của hai bức tượng đại diện cho "sông Nin" và "sông Tiber". Mặt tiền và đỉnh tháp vẫn chưa hoàn thiện, trong khi Palazzo Nuovo thậm chí còn chưa được khởi công.

### Giacomo Della Porta
Kế hoạch vẫn được hoàn thành theo hướng dẫn dự án gốc của Michelangelo.
Giacomo Della Porta đã tận tâm thực hiện một cách đặc biệt, mong muốn tái thiết Điện Conservatori và hoàn thành mặt tiền của Điện Senatorio ở ngách lõm trung tâm đặt một bức tượng Athena được lấy từ Điện Conservatori, tuy nhiên vào năm 1593 đã được thay thế bằng một bức tượng khác của Athena, nhỏ hơn nhiều (quá nhỏ so với kích thước của ngách, đến nỗi nó phải được đặt trên ba bệ đỡ) bằng đá porphyry màu đỏ và cẩm thạch màu trắng, được xem như tượng trưng cho nữ thần Roma.
Vào cuối năm 1587, khi nhánh của cầu dẫn nước mới tên Aqua Felice chạm đến Đồi Capitolinus, Giáo hoàng Xíttô V đã phát động một cuộc đấu thầu công khai (nhằm loại trừ Della Porta, cho thấy mối quan hệ khó khăn có tồn tại giữa hai người) để xây dựng một đài phun nước trên quảng trường này. Dự án của Matteo Bartolani là người chiến thắng: đó là một dự án hoành tráng, tuy nhiên mới chỉ được thực hiện một phần, với việc xây dựng hai bồn chứa nước, một bồn nhỏ bên trong bồn lớn, đặt ở trung tâm mặt tiền của Điện Senatorio, giữa các bức tượng của hai thần sông và dưới gian lõm chứa Athena, hình chữ nhật với thùy bên dài hơn.
Nhưng Della Porta khi đó có ý tưởng sắp xếp khác đối với quảng trường. Lúc bấy giờ, ông cũng đang làm việc trên đài phun nước tại Quảng trường Thánh Marco, nơi có tượng Marphurius uy nghiêm làm nền. Tuy nhiên, một vài ngày sau khi được đặt, bức tượng đã được đưa trở lại đỉnh đồi Capitol. Có thể là do đột ngột suy nghĩ lại, Della Porta muốn đề xuất với giáo hoàng một giải pháp thay thế cho dự án của Bartolani, điều này đã làm sai lệch thiết kế ban đầu của Michelangelo: ông đã nghĩ đến việc sử dụng Marphurius làm nền cho một đài phun nước hùng vĩ sẽ tọa lại phía bên trái của quảng trường, hướng phía Vương cung thánh đường Đức Bà Ara Coeli, tại vì Điện Nuovo. Giáo hoàng vẫn không chịu, và sau đó đồng ý chuẩn thuận kế hoạch của Bartolani và Marphurius vẫn được để nguyên tại quảng trường.
Hai đài phun nước duy nhất mà Della Porta quản lý để xây dựng cho đồi Capitolinus vào năm 1588 là hai con sư tử đá bazan ở hai bên của chân đế của bậc thang cordonata, được chuyển vào năm 1582 từ phần còn lại của "Đền Isis", hoàn thành bằng hai viên đá cẩm thạch được xây dựng đặc biệt bình để lấy nước. Hai con sư tử ban đầu, được chuyển đến Bảo tàng Vatican năm 1885, sau đó được thay thế vào vị trí hiện tại của chúng vào năm 1955.
Cho đến năm 1594 với Giáo hoàng Clêmentê VIII, Giacomo Della Porta đã có thể tạo ra đài phun nước Marphurius của chính mình (trong số những thứ khác, tác phẩm cuối cùng của ông): toàn bộ tác phậm điêu khắc được đặt trong một cái bồn nước ngang bằng với những cái được sử dụng ở chân Điện Senatorio, trước một mặt tiền hoành tráng. Tuy nhiên, cấu trúc đã bị tháo dỡ khoảng năm mươi năm sau, khi công việc xây dựng Điện Nuovo bắt đầu, và sau đó được xây dựng lại vào năm 1734 trong sân của cung điện, nơi nó hiện đang tọa lạc, nhưng không có độ cao như lúc trước.

### Các biện pháp can thiệp kết luận

Đồng xu euro 50 cent phiên bản của Ý, với tượng Hoàng đế Marcus Aurelius cưỡi ngựa nằm ở trung tâm Quảng trường đồi Capitolinus.

Quảng trường được hoàn thành vào thế kỷ 17, mặc dù việc lót gạch đá nền chỉ được tiến hành vào năm 1940, theo dự án ban đầu của Michelangelo tham khảo từ một bản in của Étienne Dupérac.
Bậc thang Cordonata được trang trí bằng các tác phẩm điêu khắc khác nhau: ngoài các bức tượng của hai con sư tử ở chân đồi, bức tượng Cola di Rienzo khúc bãi cỏ ở giữa Cordonata và cầu thang Aracoeli, và ở trên cùng là các bức tượng Dioskouri Castor và Pollux lấy từ ngôi đền tại Circus Flaminio, hai chiếc cúp vũ khí bằng đá cẩm thạch lấy từ tàn tích nymphaeum của Hoàng đế Alexander Severus ở Quảng trường Vittorio Emanuele (khu Chợ Châu Á ngày nay), cùng mới cột mốc ban đầu của dặm đầu tiên của đường cổ La Mã Via Appia.
Điện Senatorio ngày nay là trụ sở chính quyền của thủ đô Roma, trong khi Bảo tàng Capitolinus, mở cửa vào năm 1734 (đây là bảo tàng công lâu đời nhất trên thế giới) được đặt trong hai tòa nhà Điện Conservatori và Điện Nuovo, cùng với một phòng trưng bày dưới lòng đất, Phòng tranh Lapidaria.